# KU 25 (1921)
KU 25 (wcześniej M 25, KU 27) – lekki kuter uzbrojony Flotylli Rzecznej Marynarki Wojennej z okresu II wojny światowej

## Historia
Kuter był zbudowany dla floty rzecznej Austro-Węgier w stoczni Erste Böhmisch-Mährische Maschinenfabrik w Pradze około 1918 roku i w związku z planami rozbudowy polskiej flotylli rzecznej został zakupiony przez Polskę w 1921 roku wraz z 4 innymi jednostkami tego samego typu. Dostarczono je do bazy flotylli w Modlinie transportem kolejowym i wszedł w skład Flotylli Rzecznej Marynarki Wojennej.
Początkowo został on sklasyfikowany jak uzbrojona motorówka i otrzymał oznaczenie M-25. Około 1930 roku przeszedł gruntowną przebudowę w Warsztatach Portowych Marynarki Wojennej w Pińsku. W czasie przebudowy przedłużono o 1 metr kadłub, a na pancernym blokhauzie (opancerzenie grubości 6 mm) zainstalowano mieszczące całe uzbrojenie wieże typu Ursus (opancerzenie boków 10 mm, dachu 4 mm) stosowaną w polskich samochodach pancernych wz. 29. Po tej modernizacji został sklasyfikowany jako lekki kuter uzbrojony i otrzymał oznaczenie KU 27, a następnie KU 25.

## Działania bojowe
Pod koniec sierpnia 1939 roku wszedł w skład Oddziały Wydzielonego Rzeki Prypeci. Od 1 do 12 września 1939 r. kuter „KU 25” wchodził w skład II grupy kutrów uzbrojonych (2. dywizjon bojowy Flotylli Rzecznej).
W dniu 12 września, po reorganizacji obrony Polesia, kuter uzbrojony „KU 25”, wraz z bliźniaczymi jednostkami „KU 26”, „KU 27”, „KU 28” i „KU 29”, przydzielony został do obrony pododcinka „Przewóz Łachewski”. Po ataku ZSRR na Polskę na rozkaz dowódcy Flotylli kutry wycofały się z rejonu Przewozu Łachewskiego w górę rzeki Prypeć i 19 września dotarły do Pińska. Podporządkowano je dowódcy zespołu zbiorczego kmdr. ppor. S. Kamińskiemu. 20 września zespół ten wypłynął z Pińska i rozpoczął odwrót na wschód z zamiarem dotarcia do rzeki Bug, a następnie Wisły. 21 września wszystkie jednostki tego zespołu wraz z kutrami KU 25 – KU 29 zostały zatopione przez własne załogi w pobliżu zniszczonego mostu kolejki wąskotorowej w rejonie Kuźliczyna na Kanale Królewskim.